# Geodis (IMOCA)
Pour les articles homonymes, voir Geodis (homonymie).
Geodis est un voilier monocoque de course au large appartenant à la classe des 60 pieds Open, mis à l'eau en 1994. Synthèse de l'expérience des architectes Jean-Marie Finot et Pascal Conq et du navigateur Christophe Auguin, ce 60 pieds marque une étape importante de la construction de ces voiliers : construction en carbone, quille pendulaire, esquisses de foils…
À son bord, le skipper français Christophe Auguin a notamment remporté deux tours du monde en solitaire et battu plusieurs records entre 1994 et 1998.

## Historique

### Conception

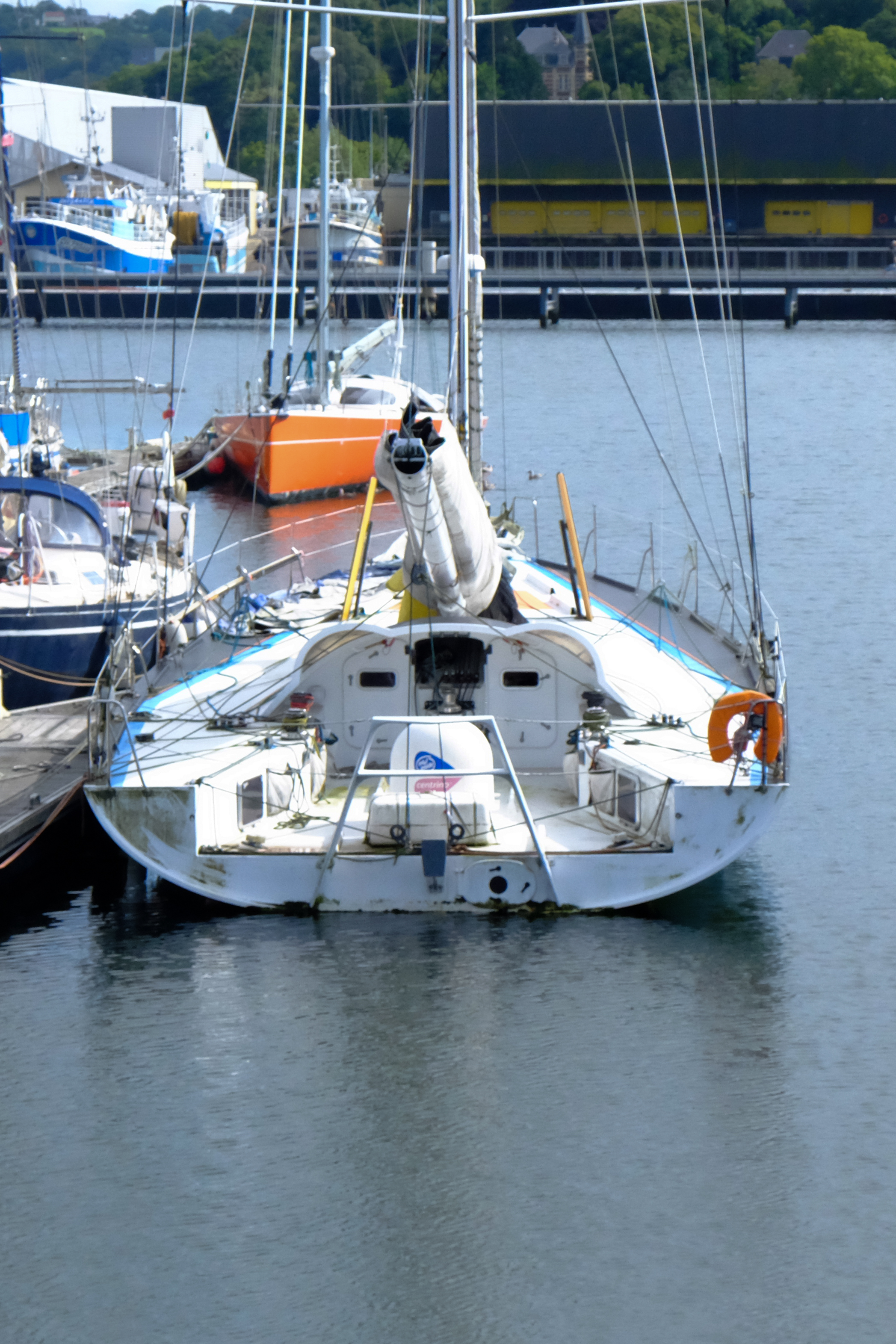
La large carène de Geodis.

Après la victoire de Christophe Auguin dans le BOC Challenge 1990-1991, son sponsor Sceta-Calberson lui fournit un budget de deux millions de francs par an. Avec le cabinet d'architectes de Jean-Marie Finot et Pascal Conq, il met au point pendant deux ans un nouveau 60 pieds en carbone et en nomex afin de gagner en légèreté tout en permettant de porter 15 % de voile en plus par rapport à Groupe Sceta, son précédent voilier. Si le déplacement officiel est de 9,5 tonnes, il est probable que ce nouveau 60 pieds se rapproche plutôt des 8 tonnes. Les pilotes automatiques Autohelm sont contrôlés depuis la table à cartes par un joystick. La construction est confiée au chantier cherbourgeois JMV Industries, qui lance Sceta-Calberson en juin 1994.

### Sceta-CalbersonpuisGeodis: Christophe Auguin
Avec sa carène radicale, sa légèreté et ses équipements, le sloop est considéré par la presse française et internationale comme le monocoque océanique le plus performant de sa génération, permettant à Auguin de remporter le BOC en s'adjugeant trois des quatre étapes. Il bat le record de la distance parcourue en solitaire en 24 heures avec 349,7 puis 350,9 milles franchis entre le 13 et le 14 décembre. Nouvelle preuve que son Sceta-Calberson est l'un des monocoques les plus rapides, il bat le record de la distance parcourue en monocoque en équipage, franchissant sur le retour des États-Unis 447,5 milles entre le 13 et le 14 juin 1995, soit une moyenne de 18,64 nœuds.

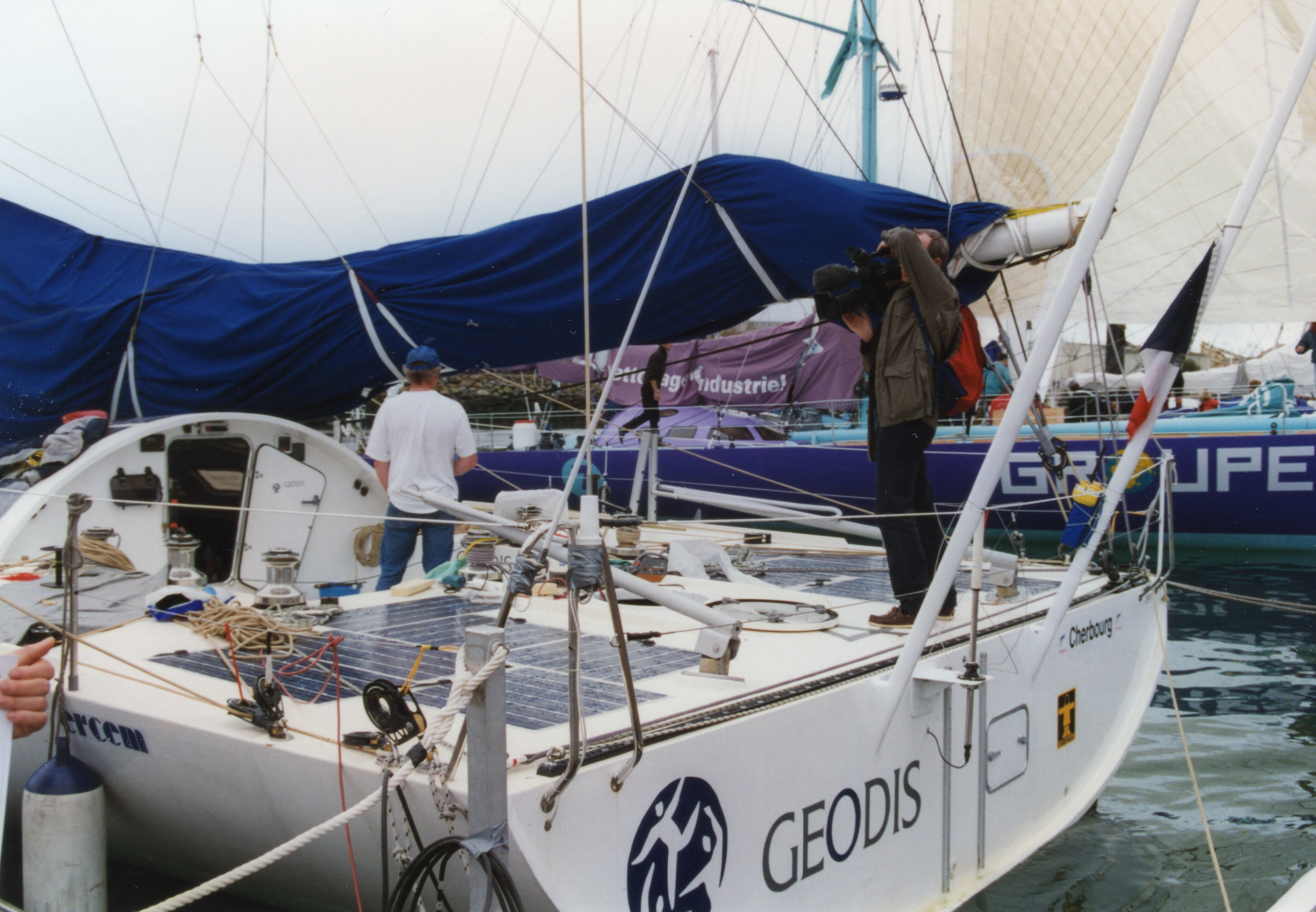
Geodis au départ du Vendée Globe 1996-1997.

En vue du Vendée Globe 1996, Geodis — nouveau nom de Sceta-Calberson après la constitution de la holding Geodis — est mis en chantier au début de 1996 chez JMV pour une mise à niveau, en fonction des progrès techniques et des expériences d'Auguin. Plusieurs modifications sont apportées dans l'accastillage du pont, le bout-dehors ou les voiles. Mais la principale modification est la mise en place d'une quille pivotante, innovation de Pascal Conq dont Geodis est le premier 60 pieds à profiter avec le PRB d'Isabelle Autissier. Qualifié d'« arme absolue », Geodis atteint la vitesse de 27 nœuds à Cherbourg. Après le départ le 3 novembre, Christophe Auguin effectue une traversée prudente du golfe de Gascogne, pour protéger son voilier. Le 27 novembre, Auguin prend la tête à Isabelle Autissier, dans le sud-ouest du cap de Bonne-Espérance. Le 14 décembre, il bat son record de distance en solitaire, en parcourant 374 milles en 24 heures et remporte l'épreuve le 19 février 1997, après 105 jours de mer, huit jours avant le premier poursuivant, Marc Thiercelin.
Après le Vendée Globe, Auguin fait installer en avant du mât deux petites dérives asymétriques, qui agissent comme des foils, précurseurs des grands foils installés sur les 60 pieds à partir de 2015. Après une troisième place dans la Route de l'Or, entre New York et San Francisco, Christophe Auguin sur Geodis bat de près de deux jours le record de la traversée de l'Atlantique en 9 jours 22 heures et 59 minutes, en juillet 1998. Le record n'est cependant pas homologué pour une question de procédure. Avec l'arrêt de la carrière d'Auguin, Geodis reste amarré pendant près de 18 mois aux pontons du Port-Chantereyne, à Cherbourg.

### Voila.fr: Bernard Gallay
Christophe Auguin vend Geodis à Bernard Gallay en 2000, en vue de sa participation au Vendée Globe 2000-2001. Gallay effectue une importante rénovation à Caen, procédant à un remplacement de la plupart des éléments non structurels. La quille pivotante est changée et les ballasts réorganisés, pour satisfaire aux nouvelles exigences de la jauge IMOCA, notamment sur la question du retournement du voilier en cas de chavirage. Le mât est allégé et le gréement en acier est remplacé par du textile, permettant un gain de puissance…
Le 60 pieds est remis à l'eau en juillet 2000, passant avec succès l'épreuve du redressement à 180°, puis effectue son parcours de qualification en mer d'Irlande. Pour son troisième tour du monde, Voila.fr effectue une belle remontée dans l'Atlantique : après une onzième position à mi-parcours et une dixième au cap Horn, il termine huitième en 111 jours, 18 jours de plus que Michel Desjoyeaux.
Dans la Transat Jacques-Vabre 2001, Bernard Gallay et Kito de Pavant arrivent cinquièmes chez les monocoques, en 17 jours et 3 heures.

### UUDS: Hervé Laurent

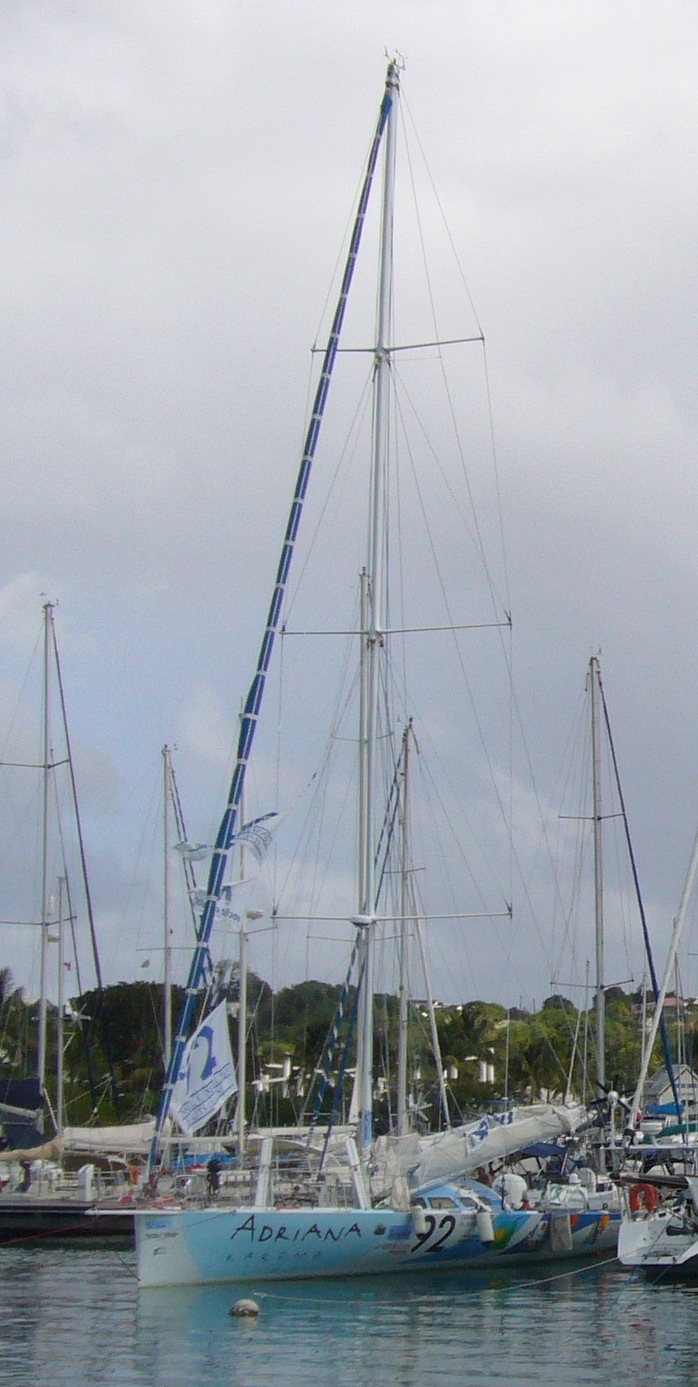
92-Adriana Karembeu Paris à Pointe-à-Pitre, en 2006.

Bernard Gallay, qui décide d'arrêter la course au large pour se consacrer à son activité de courtier en yachts, vend Voila.fr à Hervé Laurent en 2004. Cette année, Laurent termine à la septième place de la Transat anglaise et abandonne dans le Vendée Globe sur une casse de safran. Il s'agit de la première avarie sérieuse du navire.
Au cours des années 2000, le potentiel du voilier diminue sous l'effet de son usure (quatre tours du monde, plusieurs traversées de l'Atlantique…) et des progrès techniques des voiliers plus récents. Hervé Laurent le loue en 2006 à Philippe Fiston, qui participe à la Route du Rhum 2006 sous les couleurs de 92-Adriana Karembeu Paris. 

### Abandon à Cherbourg
Le bateau est vendu en 2010 et d'importantes rénovations sont effectuées au chantier V1D2 à Caen pendant plusieurs années. 
À la suite d'une panne moteur en avril 2014, sous son nouveau nom Oxigen, il est remorqué au port de Cherbourg, où il est laissé à l'abandon par son propriétaire hongrois. La ville de Cherbourg engage en janvier 2021 une procédure de « bateau abandonné » pour saisir le voilier et permettre une vente aux enchères. 
En septembre, 2024, la ville de Cherbourg destitue le navire à son propriétaire, ce dernier accumulant plus de 50 000 euros d’impayés, afin de le mettre aux enchères. Après expertise, le voilier est mis aux enchères le 12 mai 2025 sur le site Agorastore, avec une mise à prix initiale de 12 286 euros. Après cinq enchères, l'ancien 60 pieds de Christophe Auguin est vendu le 19 mai au prix de 15 684 euros.

## Palmarès

### Résultats
- 1994-1995 :
  - Vainqueur du BOC Challenge, skippé par Christophe Auguin (Sceta-Calberson) en gagnant les deuxième, troisième et quatrième étapes.
- 1996-1997 :
  - Vainqueur du Vendée Globe, skippé par Christophe Auguin (Geodis)
- 1998 :
  - 3e de la Route de l'Or, skippé par Christophe Auguin (Geodis)
- 2000-2001 :
  - 8e du Vendée Globe, skippé par Bernard Gallay (Voila.fr)
- 2001 :
  - 3e du Grand prix de Fécamp, skippé par Bernard Gallay (Voila.fr)
  - 5e de la Transat Jacques-Vabre, skippé par Kito de Pavant et Bernard Gallay (Voila.fr)(UUDS)
- 2004 :
  - 7e de la Transat anglaise, skippé par Hervé Laurent (UUDS)
  - Abandon lors du Vendée Globe, bris de safran, skippé par Hervé Laurent (UUDS)
- 2005 :
  - 11e de la Transat Jacques-Vabre, skippé par Hervé Laurent et Laurent Massot (UUDS)
- 2006 :
  - 10e de la Route du Rhum, Philippe Fiston (92-Adriana Karembeu Paris)

### Records
- Tour du monde en solitaire, sans assistance et sans escale
- En 1996-1997  105 jours 20 heures 31 minutes et 23 secondes, skippé par Christophe Auguin (Geodis) lors du Vendée Globe
- Distance parcourue en solitaire en monocoque en 24 heures :
  - 1994: 350,9 milles, skippé par Christophe Auguin (Sceta-Calberson) lors du BOC Challenge
  - 1996: 374 milles, skippé par Christophe Auguin (Geodis) lors du Vendée Globe
- Distance parcourue en équipage en monocoque en 24 heures :
  - 1995 : 447,5 milles, skippé par Christophe Auguin (Sceta-Calberson) lors du retour du BOC Challenge
- Traversée de l'Atlantique New York-Cap Lizard :
  - 1998 : 9 jours 22 heures et 59 minutes, skippé par Christophe Auguin (Geodis) lors du retour de la Route de l'Or[13]. Le record n'est pas homologué pour une question de procédure[14].